# Citrobacter
Citrobacter  Werkman &  Gillen, 1932 è un genere di batteri coliformi appartenente alla famiglia Enterobacteriaceae.
Le specie C. amalonaticus, C. koseri e C. freundii possono utilizzare il citrato come unica fonte di carbonio. Le specie del genere Citrobacter si differenziano per la loro capacità di convertire il triptofano in indolo (C. koseri è l'unico citrobacter ad essere comunemente indolo-positivo), fermentare il lattosio (C. koseri è un fermentatore del lattosio) e utilizzare il malonato.
Citrobacter mostra la capacità di accumulare uranio costruendo complessi di fosfato.

## Descrizione
Di questo genere batterico si conosce ancora poco: esso è costituito da batteri mobili (quindi dotati di flagelli e dell'antigene h), che si comportano da patogeni opportunisti, provocando frequentemente infezioni urinarie. Tra le specie appartenenti a questo genere, ricordiamo C. freundii, C. koseri e C. amalonaticus, patogeni umani.

## Tassonomia
Il genere Citrobacter appartiene alla famiglia delle Enterobacteriaceae (Enterobacteria) nell'ordine Enterobacterales. Questo ordine appartiene alla classe Gammaproteobacteria. Le enterobatteriacee formano un grande gruppo di batteri gram-negativi a cui appartengono i generi Enterobacter, Escherichia, Klebsiella, Raoultella, Salmonella e Shigella, alcuni dei quali sono importanti come patogeni.
Citrobacter fu descritto per la prima volta da Werkmann e Gillen nel 1932. Il genere comprende le seguenti specie (a partire dal 2020):
- Citrobacter amalonaticus (Young et al. 1971) Brenner & Farmer 1982
- Citrobacter braakii Brenner et al. 1993
- Citrobacter cronae Oberhettinger et al. 2020
- Citrobacter europaeus Ribeiro et al. 2017
- Citrobacter farmeri Brenner et al.1993
- Citrobacter freundii (Braak 1928) Werkman & Gillen 1932, è la specie tipo del genere
- Citrobacter gillenii Brenner et al. 2000
- Citrobacter koseri Frederiksen 1970, precedentemente chiamato C. diversus
- Citrobacter murliniae Brenner et al. 2000
- Citrobacter pasteurii Clermont et al. 2015
- Citrobacter portucalensis Ribeiro et al. 2017
- Citrobacter rodentium Schauer et al. 1996
- Citrobacter sedlakii Brenner et al. 1993
- Citrobacter werkmanii Brenner et al. 1993
- Citrobacter youngae Brenner et al. 1993

## Quadro clinico
Questi batteri possono essere trovati quasi ovunque nel suolo, nell'acqua, nelle acque reflue, ecc. Possono anche essere trovati nell'intestino umano. Raramente sono fonte di malattie, ad eccezione delle infezioni delle vie urinarie, della meningite e della sepsi infantili.
I ceppi di C. freundii hanno geni ampC inducibili che codificano la resistenza all'ampicillina e alle cefalosporine di prima generazione. Inoltre, gli isolati di Citrobacter possono essere resistenti a molti altri antibiotici come risultato di geni di resistenza codificati da plasmidi.

## Trattamento
Le specie Citrobacter svolgono solo raramente un ruolo come patogeni e, come patogeni opportunisti, possono causare infezioni (principalmente infezioni intra-addominali) in pazienti con un sistema immunitario indebolito. La maggior parte di queste sono infezioni ospedaliere (infezioni nosocomiali). In singoli casi sono stati descritti come causa di infezioni al di fuori dell'intestino ("extraintestinali"). Vengono citate come esempi le infezioni delle vie urinarie e le infezioni delle vie respiratorie. In rari casi, le specie Citrobacter sono state rilevate anche nella meningite e nella sepsi infantili.
Per la terapia antimicrobica (dal 2009) sono disponibili cefotaxime, ceftriaxone e, in alternativa, ciprofloxacina e Levofloxacina per le infezioni da Citrobacter koseri. Citrobacter freundii viene trattato con Imipenem, Meropenem, Ertapenem, chinoloni o aminoglicosidi.